# 湯ノ原村
湯ノ原村（ゆのはらむら）は、群馬県の北部、利根郡に属していた村である。

## 地理
- 山岳：仙ノ倉山、平標山、万太郎山、三国山、吾妻耶山、大峰山
- 河川：赤谷川、阿弥陀沢、大峰沢

## 歴史
- 1889年（明治22年）4月1日 - 町村制施行により、新巻村、相俣村、羽場村が合併し、湯ノ原村が成立する。
- 1908年（明治41年）5月1日 - 利根郡久賀村と合併し、新治村となる。